# Ángel Crespo
Ángel Crespo (Ciudad Real, 18 luglio 1926 – Barcellona, 12 dicembre 1995) è stato un poeta e critico letterario spagnolo.
È uno degli intellettuali della Generazione del '50.

## Biografia
È una figura chiave del panorama culturale degli anni cinquanta e sessanta spagnolo. Poliglotta, fu apprezzato traduttore e critico letterario. A lui si devono le migliori traduzioni in spagnolo degli italiani Dante Alighieri, Francesco Petrarca e del portoghese Fernando Pessoa, del quale ha scritto la biografia la più completa disponibile. In un primo tempo aderì al partito comunista, ma poi ne uscì negli anni sessanta per le critiche subite.
Il suo primo libro di poesie, Una lengua emerge, fu pubblicato nel 1950. Le altre pubblicazioni: Quedan señales (1951), Docena florentina (1960), En medio del camino (1971), Donde no corre el aire (1981), El aire es de los dioses (1982), El bosque transparente (1983), El ave en su aire (1985).
La sua opera dall'iniziale realismo esistenziale dopo la guerra civile spagnola, passò al postsurrealismo (noto pure come postismo), e poi all'umanismo trascendente.
Si interessò anche di simbologia e di occultismo.
Ha pubblicato inoltre una Antología de la poesía modernista.